# Kevin McNamara (homme politique)
Joseph Kevin McNamara (5 septembre 1934 - 6 août 2017) est un homme politique travailliste britannique qui est député pendant près de 40 ans.

## Jeunesse
Il fait ses études chez les frères chrétiens irlandais au St Mary's College, Crosby. Il étudie pour un LLB à l'Université de Hull. Il est chef du département d'histoire à la St Mary's Grammar School (maintenant appelée St Mary's College) à Hull de 1958 à 1964 et professeur de droit au Hull College of Commerce de 1964 à 1966.

## Carrière parlementaire
Après s'être présenté à Bridlington sans succès en 1964, McNamara est élu à la Chambre des communes à Kingston upon Hull North, lors d'une élection partielle en janvier 1966 après le décès du député travailliste Henry Solomons.
McNamara conserve son siège aux élections générales de 1966 et aux élections subséquentes jusqu'à ce que la circonscription soit abolie pour les élections générales de février 1974, et il se présente alors dans la nouvelle circonscription de Kingston upon Hull Central. Lorsque cette circonscription est abolie pour les élections de 1983, McNamara est réélu pour la circonscription recréée de Kingston upon Hull North.
McNamara fait campagne au cours de ses dernières années au parlement sur de nombreuses questions, protestant contre l'acte de succession qui interdit à un catholique romain ou à l'épouse d'un catholique romain d'être le monarque britannique. Il ne se représente pas aux élections générales de 2005, le parti travailliste de circonscription ayant choisi Diana Johnson pour se présenter à sa place.
McNamara est connu tout au long de sa carrière parlementaire en tant que partisan du nationalisme irlandais qui est en faveur d'une Irlande unie. Après son entrée au parlement, il s'intéresse rapidement aux informations faisant état de discrimination à l'encontre de la minorité catholique en Irlande du Nord et soutient la Campagne pour la démocratie en Ulster (CDU). Il est porte-parole du Frontbench pour le parti travailliste, et est |secrétaire d'État fantôme pour l'Irlande du Nord sous Neil Kinnock, de 1987 à 1994, une nomination largement critiquée par les unionistes.
Après que Tony Blair soit devenu le leader travailliste, il remplace McNamara comme porte-parole de l'Irlande du Nord par Mo Mowlam. En 1997, il aide à persuader le gouvernement travailliste nouvellement élu de faire un don de 5 000 £ (correspondant ainsi à la contribution du gouvernement irlandais) pour l'érection d'un mémorial à Liverpool aux victimes de la grande famine irlandaise.
McNamara soutient le républicanisme au Royaume-Uni et rejoint le groupe de la République parlementaire multipartite.

## Vie personnelle
McNamara est un catholique romain et un chevalier de l'ordre pontifical de Saint Grégoire le Grand. Il est marié à Nora McNamara et est père de quatre fils et d'une fille.
En 2006, McNamara reçoit le doctorat honoris causa en droit de l'Université de Hull en reconnaissance de son long service en politique. Il obtient un doctorat de l'Université de Liverpool en 2007 après avoir terminé une thèse sur les principes MacBride à l'Institut des études irlandaises, où il donne la conférence John Kennedy en études irlandaises en 2008, Perhaps It Will All Go Away – an Examination of the British Response to the Civil Rights Movement in Northern Ireland - Perhaps It Will All Go Away – an Examination of the British Response to the Civil Rights Movement in Northern Ireland.
En 2017, McNamara reçoit un diagnostic de cancer du pancréas pendant ses vacances en Espagne. Il meurt le 6 août à l'âge de 82 ans.

## Distinctions
- Chevalier de l'ordre de Saint-Grégoire-le-Grand